# Liden torskemund
Liden torskemund (Chaenorhinum minus) er en enårig plante i vejbred-familien. Den har oprette, 5-25 centimeter høje, kirtelhårede stængler. Bladene er smalt lancetformede, afrundede og helrandede. Blomsterne sidder enkeltvis på lange stilke. Kronen er violet med gullig underlæbe. Liden torskemund er udbredt i Europa og Vestasien.
I Danmark er liden torskemund almindelig i Himmerland og på Øerne på agerjord, vejkanter og affaldspladser, mens den er sjælden i resten af landet. Den blomstrer i juli og august. Den har siden 1600-tallet oprindeligt spredt sig som ukrudt i kornmarker, senere langs jernbanelinjerne.